# Жайро Жан
Жайро Жан (фр. Jayro Jean, нар. 22 червня 1998, Порт-о-Пренс) — гаїтянський футболіст, нападник казахстанського клубу «Актобе» та національної збірної Гаїті. Виступав також за низку клубів з різних країн. Володар Кубка Казахстану.

## Клубна кар'єра
Жайро Жан розпочав грати на футбольних полях у складі гаїтянських клубів «Сен-Луї» та «Амеріка де Кає». У 2019—2020 роках Жан грав у складі домініканського клубу «Сан-Крістобаль», а на початку 2021 року виступав у складі іншого домініканського клубу «Харабакоа».
У другій половині 2021 року гаїтянський нападник перейшов до болівійського клубу «Реал Санта-Крус», у складі якого виступав до кінця 2022 року. На початку 2023 року Жан став гравцем іншого болівійського клубу «Олвейс Реді», який невдовзі віддав гравця в оренду назад до клубу «Реал Санта-Крус».
У 2024 Жайро Жан став гравцем казахського клубу «Актобе», з яким став володарем Кубка Казахстану. На початку 2025 року гаїтянський футболіст став гравцем кувейтського клубу «Аль-Кадісія», проте невдовзі повернувся до складу «Актобе».

## Виступи за збірну
У 2023 році Жайро Жан дебютував у складі національної збірної Гаїті. У складі збірної був учасником розіграшу Золотого кубка КОНКАКАФ 2023 року у США і Канаді. Станом на травень 2025 року зіграв у складі збірної 5 матчів, у яких забитими голами не відзначився.

## Титули і досягнення
- Володар Кубка Казахстану (1):

«Актобе»: 2024